# Панченко Роман Олександрович
Рома́н Олекса́ндрович Па́нченко — солдат 25-ї повітряно-десантної бригади Збройних сил України, учасник російсько-української війни.

## Життєпис

### Війна на сході України
Важко поранений біля Лиману 19 червня 2014-го — десантників, які натрапили на засідку, обстріляли з автоматів та гранатометів.
Лікувався у відділенні нейрореанімації Львівського госпіталю — пробиті печінка, селезінка, ушкоджений хребет, переніс щонайменше дві операції, у хребет вставлено титанові пластини.

### Ігри нескорених 2017
У вересні 2017 року на Іграх нескорених у Торонто здобув золоту медаль зі стрільби з лука.

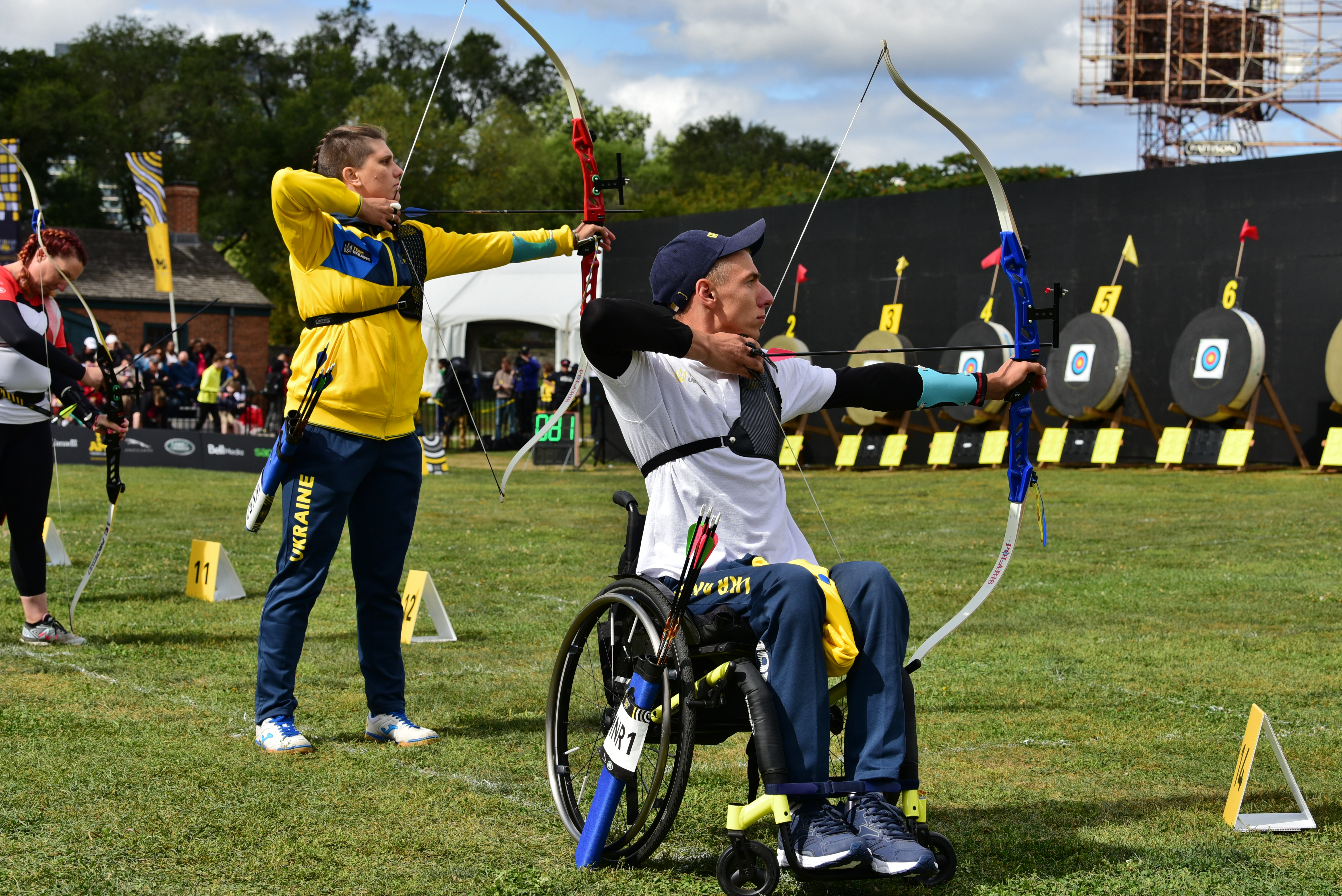
Катерина Михайлова та Роман Панченко на позиції під час командного заліку на Іграх нескорених у Торонто

## Нагороди
- 2 серпня 2014 року — за особисту мужність і героїзм, виявлені у захисті державного суверенітету та територіальної цілісності України, вірність військовій присязі під час російсько-української війни, відзначений — нагороджений орденом «За мужність» III ступеня.